# Аль-Джалали, Мухаммад Гази
Мухаммад Гази аль-Джалали (араб. محمد غازي الجلالي‎; род. 22 марта 1969, Дамаск) — сирийский инженер-строитель, политический и государственный деятель. Премьер-министр Сирии с 14 сентября по 10 декабря 2024 года. Ранее он занимал должность министра связи и информационных технологий во втором правительстве Ваэля Надира аль-Халки с 27 августа 2014 по 3 июля 2016 года.
Консультант и эксперт многих предприятий государственного и частного секторов в Сирии, а также участник завершения многих крупных инженерных проектов в Сирии. Он прошёл курсы повышения квалификации в области инженерной экономики, управления инженерными контрактами, инженерного арбитража и управления инженерными проектами в Сирии и некоторых арабских странах, а также представил множество научных работ и исследований на конференциях и семинарах в Сирии и некоторых арабских странах.

## Ранняя жизнь и образование
Аль-Джалали родился в Дамаске в 1969 году, женат и имеет троих детей, двух мальчиков и девочку. В 1992 году получил степень бакалавра по гражданскому строительству, а в 1994 году — диплом аспиранта Дамасского университета в области гражданского строительства. В дополнение к получению степени магистра наук в области гражданского строительства в 1997 году и степени доктора философии в области инженерной экономики в Университете Айн-Шамс в Каире в 2000 году.

## Карьера
Аль-Джалали работал помощником министра связи и технологий с 2008 года до тех пор, пока не возглавил министерство 10 августа 2014 года, и в течение того же периода был председателем совета директоров Генеральной почтовой корпорации и членом совета директоров Генеральной корпорации автомобильного транспорта с 2005 по 2013 год.
Он также был членом Совета по высшему образованию при Министерстве высшего образования с 2008 года до своего назначения министром связи и технологий, а также является доцентом в Университете Дамаска.
Аль-Джалали занимал должность министра связи и технологий с 10 августа 2014 по 3 июля 2016 года во втором правительстве Ваэля аль-Халки. После ухода из министерства он занимал должность председателя попечительского совета Arab Quality Makers с апреля 2019 года и президента Сирийского частного университета с 11 сентября 2023 года до своего назначения премьер-министром.
14 сентября 2024 года президент Сирии Башар Асад издал указ, в котором поручил Мохаммаду Гази аль-Джалали сформировать правительство в Сирии. Оно было сформировано 23 сентября.
В декабре 2024 года, после бегства президента Сирии Асада из страны он остался в Дамаске и заявил о готовности сотрудничества с новой властью.

## Политический транзит
Лидер ХТШ Абу Мухаммад аль-Джулани заявил в Telegram, что сирийские государственные учреждения не будут немедленно переданы его вооружённым силам, а вместо этого временно будут находиться под контролем «бывшего» премьер-министра Сирии Мухаммада Гази аль-Джалали до тех пор, пока не будет завершён полный политический переход. Позже в тот же день аль-Джалали призвал к проведению демократических выборов, чтобы сирийский народ мог выбрать своих новых лидеров. Аль-Джалали заявил, что «Хайят Тахрир аш-Шам» связался с лидерами, и вооружённые люди пообещали, что репрессий не будет, а также сообщил, что он и 18 других министров приняли принципиальное решение остаться в Дамаске и не покидать страну.

## Санкции
В 2014 году аль-Джалали был внесён в санкционный список ЕС. Его обвинили в причастности к «репрессиям режима против гражданского населения».